# Cantón de Millas
El cantón de Millas era una división administrativa francesa, que estaba situada en el departamento de Pirineos Orientales y la región de Languedoc-Rosellón.

## Composición
El cantón estaba formado por nueve comunas:
- Corbère
- Corbère-les-Cabanes
- Corneilla-la-Rivière
- Le Soler
- Millas
- Néfiach
- Pézilla-la-Rivière
- Saint-Féliu-d'Amont
- Saint-Féliu-d'Avall

## Supresión del cantón de Millas
En aplicación del Decreto n.º 2014-262 de 26 de febrero de 2014, el cantón de Millas fue suprimido el 22 de marzo de 2015 y sus 9 comunas pasaron a formar parte; ocho del nuevo cantón de Valle del Têt y una del nuevo cantón de Le Ribéral.